# 朱家山東華詩社舊址
朱家山東華詩社舊址位於四川省瀘州市江陽區，文物遺址年代判定為近代。1996年9月16日公佈為四川省第四批省級文物保護單位。